# Ніло Муртінью Брага
Ніло Муртінью Брага (порт. Nilo Murtinho Braga, нар. 3 квітня 1903, Ріо-де-Жанейро, Бразилія — пом. 7 лютого 1975, там само) — бразильський футболіст, що грав на позиції нападника, зокрема, за клуб «Ботафогу», а також національну збірну Бразилії.
Шестиразовий переможець Ліги Каріока. У складі збірної — володар Кубка Ріу-Бранку.

## Клубна кар'єра
Народився 3 квітня 1903 року в місті Ріо-де-Жанейро. Вихованець футбольної школи клубу «Флуміненсе».
У дорослому футболі дебютував 1918 року виступами за команду клубу «Америка» (Натал).
Згодом з 1919 по 1926 рік грав у складі «Ботафогу», «Спорт Клуб Бразил» та «Флуміненсе».
1927 року повернувся до «Ботафогу», за який відіграв 11 сезонів. У складі «Ботафогу» був одним з головних бомбардирів команди, маючи середню результативність на рівні 0,92 голу за гру першості. Завершив професійну кар'єру футболіста у 1938 році.
Помер 7 лютого 1975 року на 72-му році життя у місті Ріо-де-Жанейро.

## Виступи за збірну
1923 року дебютував в офіційних матчах у складі національної збірної Бразилії. Протягом кар'єри у національній команді, яка тривала 8 років, провів у її формі 14 матчів, забивши 9 голів.
У складі збірної був учасником Чемпіонату Південної Америки 1923 року в Уругваї, Чемпіонату Південної Америки 1925 року в Аргентині, де разом з командою здобув «срібло», чемпіонату світу 1930 року в Уругваї, де зіграв тільки у першому матчі з Югославією (1:2).

## Титули і досягнення
- Переможець Ліги Каріока (6):

«Флуміненсе»: 1924
«Ботафогу»: 1930, 1932, 1933, 1934, 1935
- Володар Кубка Ріу-Бранку (1): 1931
- Срібний призер Чемпіонату Південної Америки: 1925